# Люй Шусян
Люй Шуся́н (кит. 吕叔湘, пиньинь Lǚ Shūxiāng, 21 декабря 1904, Даньян, Цзянсу — 9 апреля 1998, Пекин) — выдающийся китайский лингвист.

## Биография
Родился в 1904 году в Даньяне (Цинская империя). В 1922—1926 годах учился на факультете западных языков и литературы Государственного центрального университета в Нанкине, после его окончания работал учителем. В 1936 году поступил в аспирантуру в Великобритании, где обучался на факультете антропологии Оксфордского университета и факультете библиотечного дела Лондонского университета. Вернувшись в Китай в 1938 году, во время войны, стал доцентом факультета китайской истории Юньнаньского университета, в 1940 году — научным сотрудником в отделе изучения китайской культуры Объединённого западнокитайского университета в Чэнду, в 1942 году — научным сотрудником в отделе изучения китайской культуры Цзиньлинского университета. После победы над Японией Цзиньлинский университет вернулся в Нанкин, и Люй Шусян стал профессором факультета китайского языка Государственного центрального университета.
После образования КНР Люй Шусян переехал в Пекин, и с 1950 года стал профессором факультета китайского языка университета Цинхуа, а с 1952 году стал работать в Лингвистическом институте Академии наук КНР. В 1950—1960-х годах был заместителем председателя Комиссии по реформе китайского языка. В годы Культурной революции научная работа была прервана, но после её окончания всё постепенно вернулось в норму. В 1978—1985 годах Люй Шусян был главным редактором журнала «Китайская филология», в 1980—1985 — председателем Китайской лингвистической ассоциации.

## Членство в академиях
- член Комитета по философским и социальным наукам Академии наук КНР
- почётный член Американской лингвистической ассоциации (1980)
- иностранный член РАН (1994)

## Научная деятельность
Люй Шусян считается основателем словесно-семантического словоцентризма в китайской грамматике: в своих работах он исходил из приоритета словоцентрической точки зрения на проблему частей речи в китайском языке. Он по-своему решал вопрос о разнице между знаменательными и служебными частями речи в китайском языке.

## Избранные труды
- 《中国文法要略》
- 《文言虚字》
- 《现代汉语八百词》
- 《近代汉语指代词》
- 《中国人学英文》
- 《语文修辞讲话》